# Andrea Anders
Andrea Anders (Madison, 10 maggio 1975) è un'attrice statunitense, nota soprattutto per la sitcom NBC Joey nel ruolo di Alex Garrett, per il ruolo di Nicole Allen nella sitcom CBS The Class - Amici per sempre e per quello di Linda Zwordling nella sitcom ABC Better Off Ted - Scientificamente pazzi.

## Biografia
Sorella del regista Sean Anders, Andrea è nata a Madison in Wisconsin, ma è cresciuta a DeForest in Wisconsin e ora vive a Los Angeles. Si è diplomata presso la DeForest Area High School a DeForest, Wisconsin, nel 1993, e ha ricevuto una laurea in Belle arti dall'University of Wisconsin–Stevens Point nel 1997. Nel 2001 ha conseguito un master in Belle Arti nella Rutgers University.

## Carriera

### Teatro
Nel 2001 Anders ha iniziato la sua carriera in teatro. Ha iniziato come sostituta di Mary-Louise Parker nella produzione di Broadway, Proof, e dopo ha interpretato la parte di Elaine Robinson ne Il laureato. È anche apparsa in On the Jump all'Arena Stage, in New Doors al teatro Guthrie, e in due produzioni di New York Stage & Film: Cold/Tender e New World Rhapsody. Nel maggio 2007 Anders ha iniziato il tour teatrale nel Geffen Playhouse di Fat Pig, in cui ha interpretato la parte di Jeannie, una contabile. Fat Pig ha chiuso il 1º giugno 2007.

### Cinema e televisione
Una delle prime sue apparizioni in televisione è stata per una campagna pubblicità del marchio Danone negli anni '90 e poi di nuovo nel 2006. Anders è maggiormente conosciuta per i suoi ruoli dell'avvocato Alex Garrett in Joey e di Nicole Allen, l'ex moglie di un giocatore di football, nella sitcom The Class. È apparsa in tutti gli episodi delle due sitcom, entrambe cancellate dai rispettivi network.
Anders ha fatto anche alcune apparizioni nelle soap Una vita da vivere e Sentieri; e nelle serie Law & Order e Tru Calling. È apparsa in cinque episodi della serie drammatica HBO, Oz come Donna Degenhart nel 2003 e ha interpretato una piccola parte nel film del 2004 La donna perfetta, nel ruolo di Heather. Anders è anche apparsa in Numb3rs nel 2008.
Nel 2011 è la co-protagonista della serie televisiva Mr. Sunshine accanto alla star di Friends, Matthew Perry. Anche questa sitcom viene cancellata dopo solo una stagione, nel maggio 2011. Sempre nel 2011 è apparsa brevemente come cheerleader nel video musicale di Revenge of the Nerds, una canzone registrata da lei stessa insieme ad un altro attore della sitcom Better Off Ted, Malcolm Barrett, sotto il nome d'arte di "Verbal". Il video comprende anche tutti gli altri principali attori della sitcom ABC Better Off Ted - Scientificamente pazzi.. La serie è andata in onda per due anni, dal 2009 al 2010.

## Filmografia parziale

### Cinema
- La donna perfetta (The Stepford Wives), regia di Frank Oz (2004)
- Never Been Thawed,[9] regia di Sean Anders (2005)
- Sex Movie in 4D (Sex Drive), regia di Sean Anders (2008)
- Daddy's Home 2, regia di Sean Anders (2017)
- Instant Family, regia di Sean Anders (2018)
- Nancy Drew e il passaggio segreto (Nancy Drew and the Hidden Staircase), regia di Katt Shea (2019)
- Spirited - Magia di Natale (Spirited), regia di Sean Anders (2022)

### Televisione
- Una vita da vivere - serie TV (1998)
- Oz - serie TV, 5 episodi (2003)
- Tru Calling - serie TV, un episodio (2004)
- Joey - serie TV, 46 episodi (2004-2006)
- The Class - Amici per sempre - serie TV, 19 episodi (2006-2007)
- Numb3rs - serie TV, un episodio (2008)
- Better Off Ted - Scientificamente pazzi - serie TV, 26 episodi (2009-2010)
- Mr. Sunshine - serie TV, 13 episodi (2011)
- Terapia d'urto - serie TV, 4 episodi (2011)
- About a boy - serie TV, 4 episodi (2014-2015)
- Modern Family - serie TV, 4 episodi (2014-2015)
- The Half of It, regia di James Burrows - film TV (2015)
- Young Sheldon - serie TV, 4 episodi (2018-in corso)
- Cruel Summer - serie TV, 8 episodi (2021)
- That '90s Show - serie TV, 13 episodi (2023-2024)

## Doppiatrici italiane
Nelle versioni in italiano delle opere in cui ha recitato, Andrea Anders è stata doppiata da:
- Cristina Boraschi in Cruel Summer, Modern Family
- Laura Lenghi in Better Off Ted - Scientificamente pazzi
- Silvia Tognoloni in Joey
- Barbara Villa in Young Sheldon
- Mattea Serpelloni in Instant Family
- Federica De Bortoli in Nancy Drew e il passaggio segreto
- Claudia Catani in The Good Fight
- Chiara Colizzi in Cruel Summer
- Ilaria Latini in Ted Lasso
- Laura Cosenza in That '90s Show